# Boadicea flavimacula
Boadicea flavimacula là một loài bướm đêm thuộc phân họ Arctiinae, họ Erebidae.